# Litauischer Jugendtag
Der Litauische Jugendtag (lit. Lietuvos jaunimo dienos, LJD) ist eine Veranstaltung der litauischen römisch-katholischen Kirche. Das Treffen für alle Jugendlichen und jungen Erwachsenen aus Litauen und Litauer aus aller Welt. Der Jugendtag wird von der Jugendseelsorge bei der Litauischen Bischofskonferenz und von der entsprechenden Gastgeberdiözese je 3 Jahre organisiert. Seinen Ursprung haben die Treffen in einer Initiative von Papst Johannes Paul II., der 1984 zum „Internationalen Jubiläum der Jugend“ nach Rom einlud (Weltjugendtag). Zum Programm des Litauischen Jugendtages gehören Workshops, Lobpreis und die Liturgie, die Pilgerprozession durch die Stadt und andere Veranstaltungen.

## Geschichte

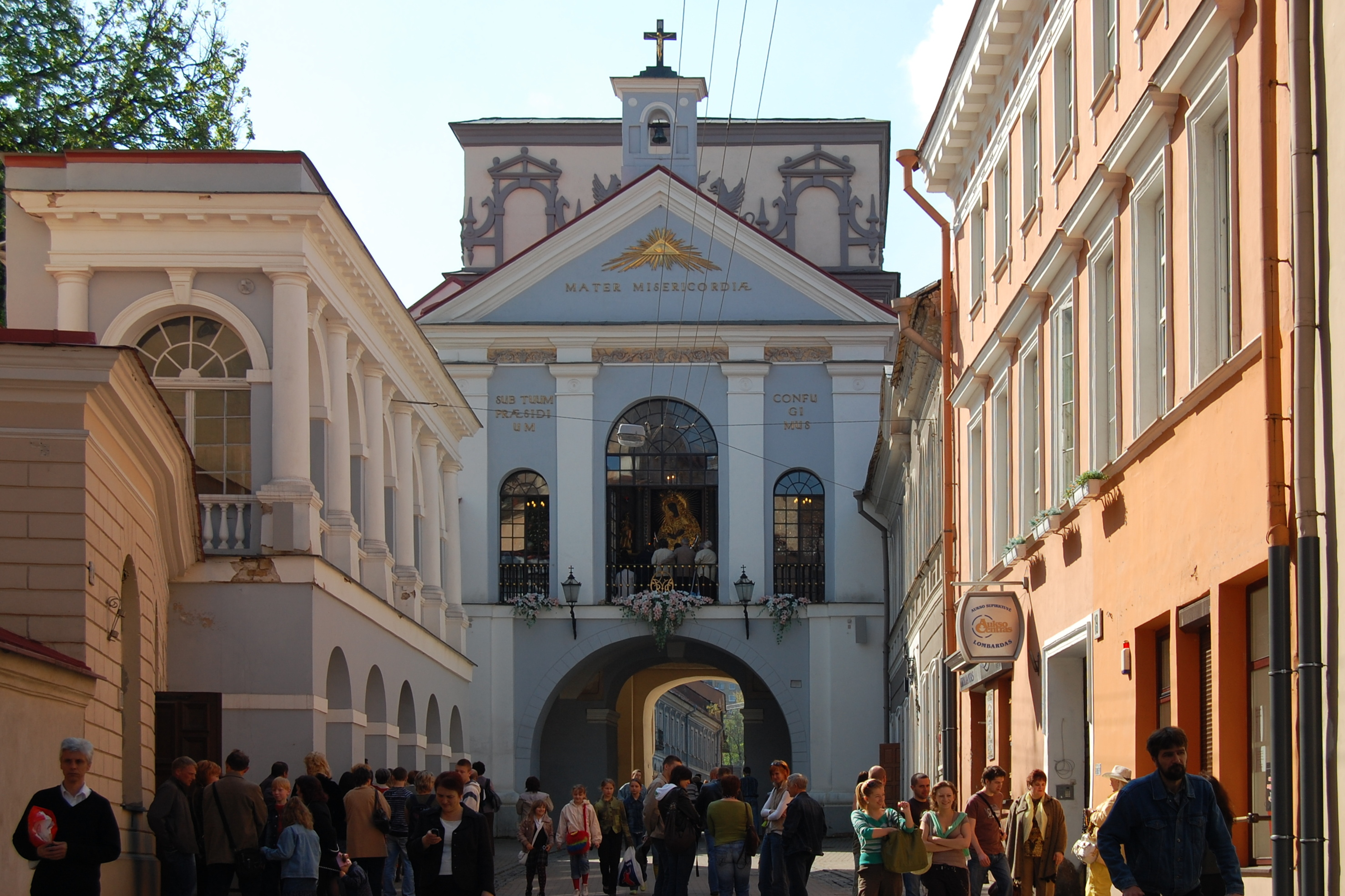
Tor der Morgenröte in Vilnius

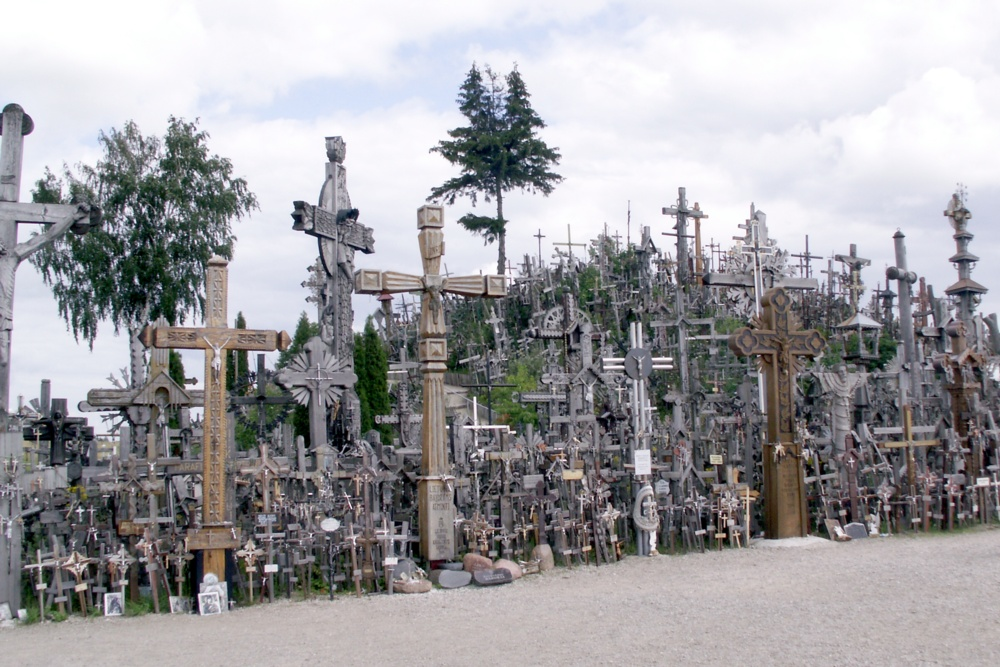
Berg der Kreuze

Der erste Litauische Jugendtag fand 1997 statt. Das war eine Reise aus Vilnius vom Tor der Morgenröte (Aušros Vartai) nach Trakai. Es gab einige hunderte Teilnehmer. 2000 hieß die Veranstaltung „Zwischen Himmel und Erde“ („Tarp Dangaus ir Žemės“) und fand 3 Tage in Vilnius statt. Daran nahmen 5000 litauische Jugendliche teil.
Juli 2004 zweitägiges LJD begann in der westnördlichen Stadt Šiauliai und endete am Berg der Kreuze (Kryžių kalnas). Das Thema war „Ich kann nicht still sein“ („Negaliu tylėti“). Daran nahmen 5000 litauische Jugendliche teil.
2007 fand der LJD zum Thema „Mut! Das bin ich“ („Drąsos! Tai aš“) vom 30. Juni bis zum 1. Juli in der litauischen Hafenstadt Klaipėda (in der Stadtszene „Vasaros Estrada“) mit 6000 Teilnehmern. Es gab auch eine deutsche Jugendgruppe aus dem Erzbistum Köln.
Vom 26. Juni bis zum 27. Juni 2010 fand der LJD zum Thema „Steh auf und geh“ („Kelkis ir eik“) in Panevėžys statt. Die Abschlussmesse fand in der Cido arena statt.
Vom 28. Juni bis 30. Juni 2013 fand LJD in Kaunas zum Thema „Ich nenne euch Freunde!“ (Jus aš draugais vadinu!; Jn 15,1–17). Die Abschlussmesse fand in der Žalgirio Arena statt.